# جزیره سیروس
سیروس یونانی: Σύρος)، جزیره‌ای یونانی در گروه کیکلادس، در دریای اژه است. این جزیره با فاصلهٔ ۷۸ مایل دریایی (۱۴۴ کیلومتر) در جنوب شرقی آتن قرار دارد. مساحت این جزیره ۸۳٫۶ کیلومتر مربع (۳۲ مایل مربع) و دارای ۲۱٬۵۰۷ جمعیت است (سرشماری ۲۰۱۱).

## نگارخانه

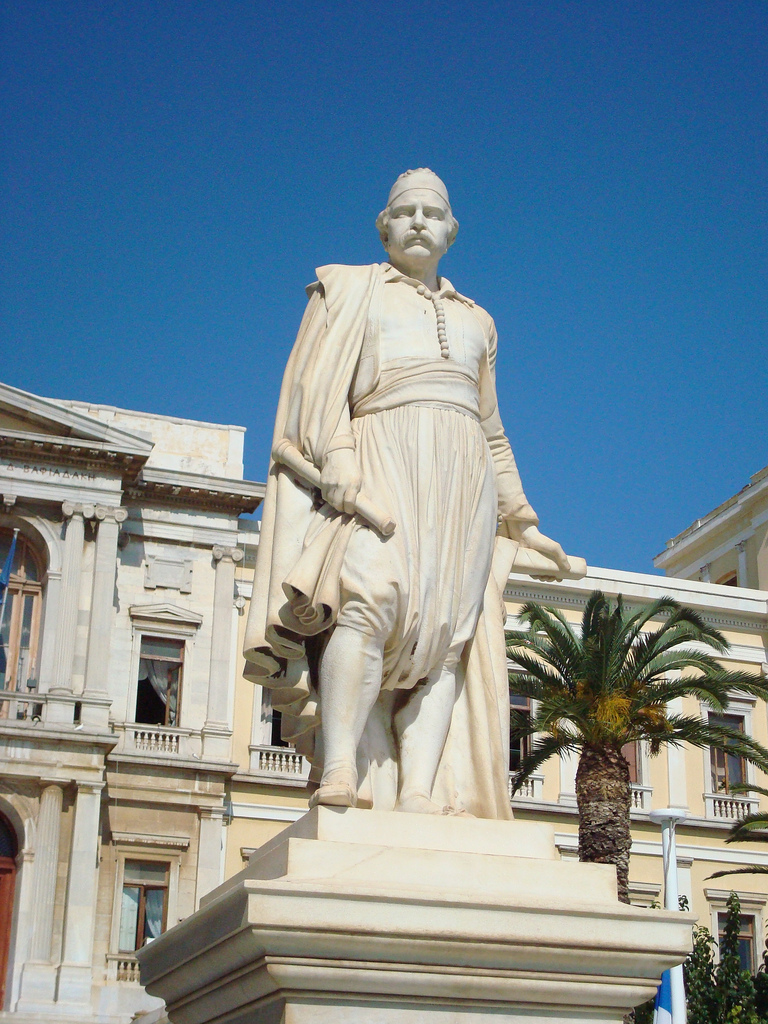
مجسمه آندریاس میائولیس
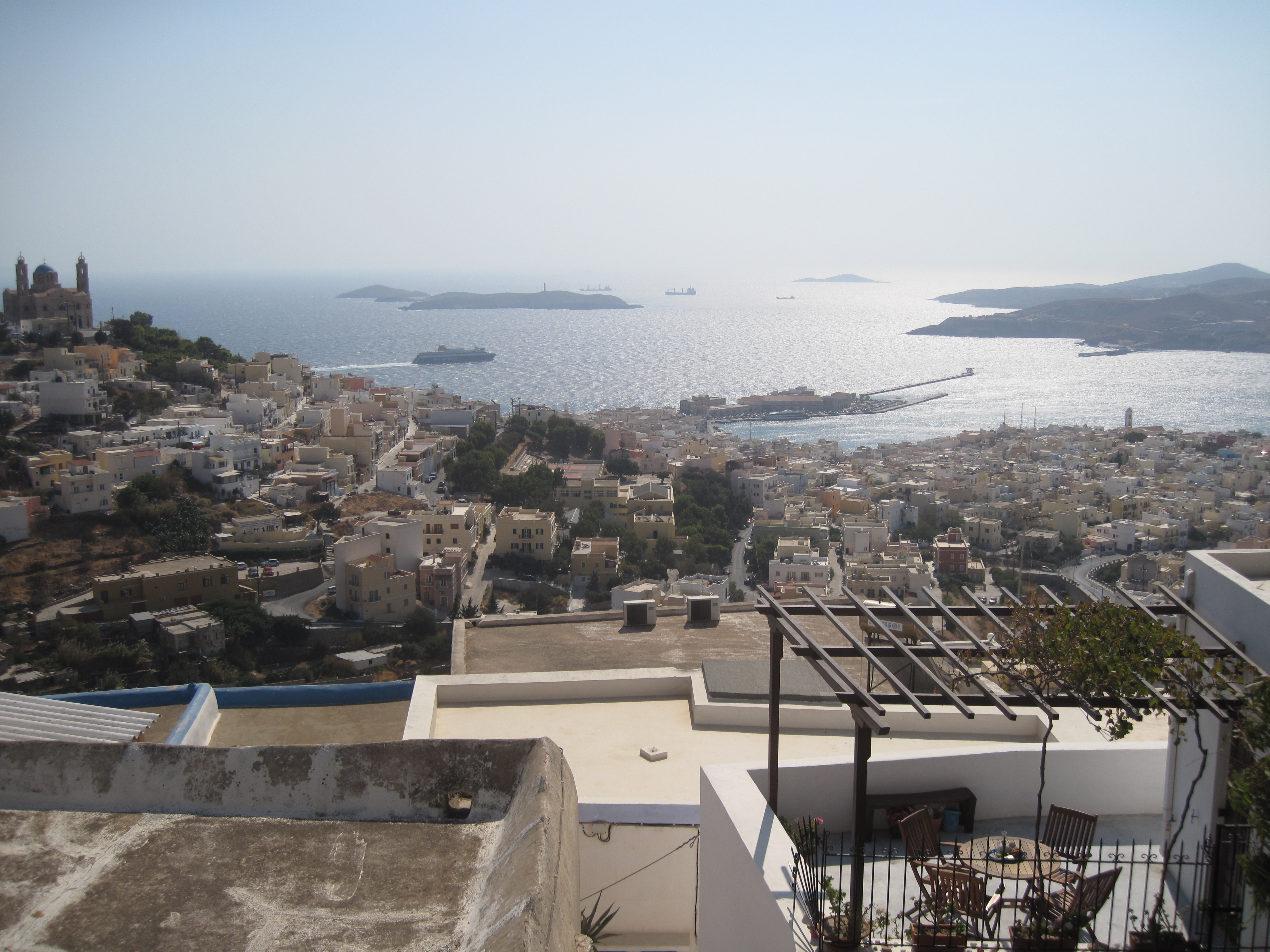
نمایی از آنو سیروس
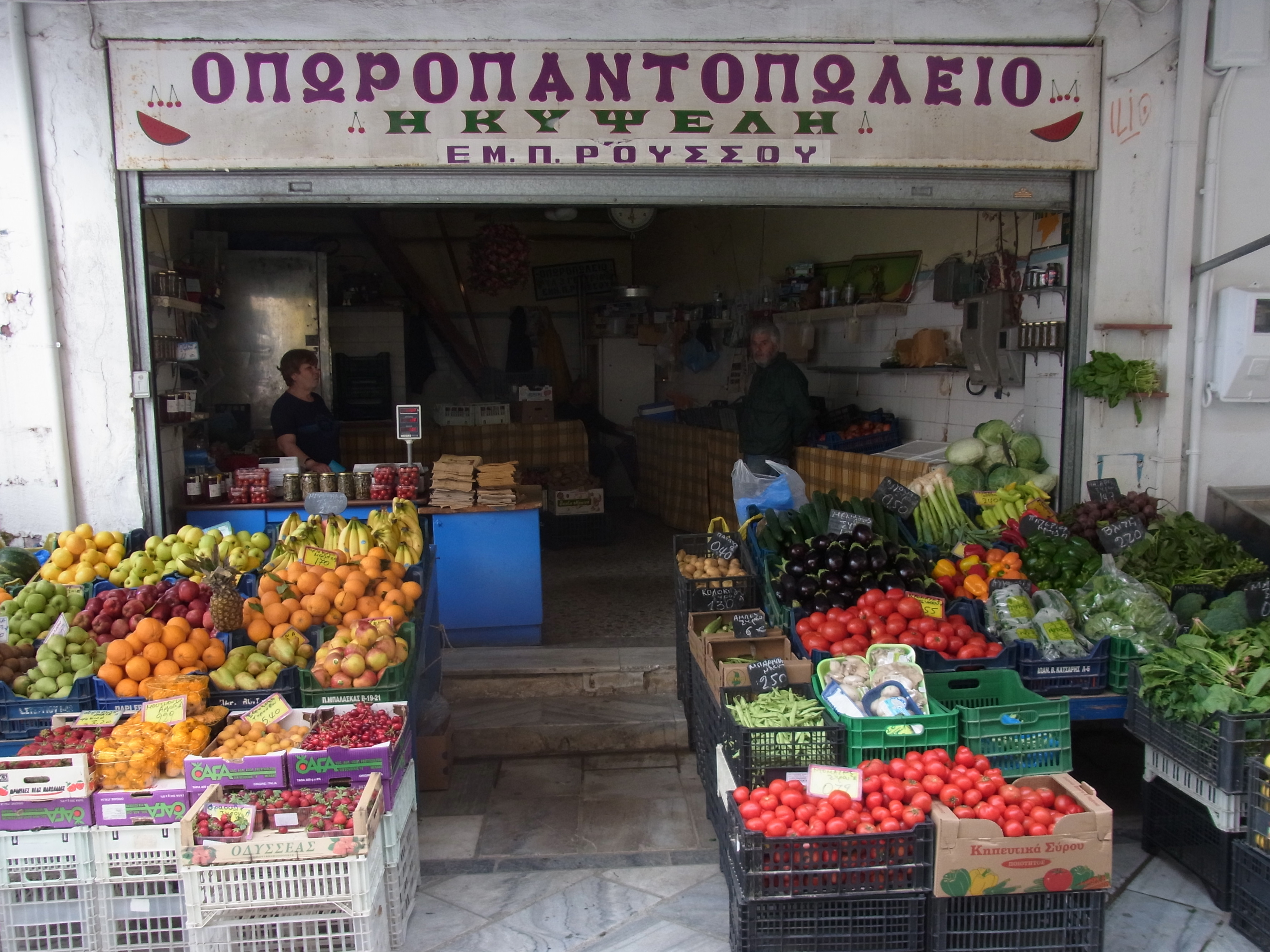
فروشگاهی در بازار ارموپولی